# Bror Blume
Bror Emil Blume-Jensen (født 22. januar 1992) er en dansk fodboldspiller, der spiller for Lyngby Boldklub i 1. division. Han har tidligere spillet i WSG Tirol og AGF.

## Klubkarriere
Bror Blume spillede i årene fra 2007 til 2010 for Lyngby BKs ungdomshold, og var i årene fra 2010 til 2018 fast mand på Lyngby BKs førstehold. Han nåede at spille sammenlagt 121 kampe på førsteholdet.
Onsdag  7. februar 2018 kunne klubben meddele, at Bror Blume havde opsagt sin kontrakt med klubben, efter at han ikke havde fået sin løn udbetalt i 7 dage.

### AGF
1. marts 2018 meddelte AGF, at klubben havde skrevet kontrakt med ham.
Blume fik tre gode år i AGF, hvor han spillede 107 kampe og scorede 16 mål. Da hans kontrakt udløb i sommeren 2021, ønskede han ikke at forlænge den.

### WSG Tirol
I juni 2021 skiftede Blume til østrigske WSG Tirol, hvor han fik en fireårig kontrakt.

### Lyngby Boldklub
I Juli 2025 Skiftede Blume tilbage til Lyngby Boldklub.